# Dicyema misakiense
Dicyema misakiense är en djurart som tillhör fylumet rhombozoer, och som beskrevs av Nouvel och Nakao 1938. Dicyema misakiense ingår i släktet Dicyema och familjen Dicyemidae. Inga underarter finns listade i Catalogue of Life.